# Anne-Sophie Mondière
Anne-Sophie Mondière (Roanne, 1 de febrer de 1979) és una esportista francesa que va competir en judo, guanyadora de tres medalles de bronze en el Campionat Mundial de Judo, en els anys 2005 i 2007, i vuit medalles en el Campionat Europeu de Judo entre els anys 2001 i 2011.

## Palmarès internacional
| Campionat Mundial | Campionat Mundial        | Campionat Mundial | Campionat Mundial |
| Any               | Lloc                     | Medalla           | Categoria         |
| ----------------- | ------------------------ | ----------------- | ----------------- |
| 2005              | el Caire ( Egipte)       | 3                 | +78 kg            |
| 2005              | el Caire ( Egipte)       | 3                 | Oberta            |
| 2007              | Rio de Janeiro ( Brasil) | 3                 | Oberta            |
| Campionat Europeu |                          |                   |                   |
| Any               | Lloc                     | Medalla           | Categoria         |
| 2001              | París ( França)          | 2                 | Oberta            |
| 2002              | Maribor ( Eslovènia)     | 2                 | +78 kg            |
| 2004              | Budapest ( Hongria)      | 1                 | Oberta            |
| 2005              | Moscou ( Rússia)         | 1                 | Oberta            |
| 2006              | Tampere ( Finlàndia)     | 1                 | +78 kg            |
| 2007              | Belgrad ( Sèrbia)        | 1                 | +78 kg            |
| 2008              | Lisboa ( Perú)           | 1                 | +78 kg            |
| 2011              | Istanbul ( Turquia)      | 2                 | +78 kg            |